# Copernicus Publications
Copernicus Publications ist ein deutscher Open-Access-Verlag mit Sitz in Göttingen. Er wurde 1988 als gemeinnütziger Verein von Wissenschaftlern des damaligen Max-Planck-Instituts für Aeronomie gegründet. 2001 wurde die Copernicus GmbH gegründet, um Konferenzen und das Verlagsgeschäft abzuwickeln. Seit 2004 sind alle Zeitschriften Open Access. Copernicus Publications wird von Thies Martin Rasmussen geleitet.

## Zeitschriften
- Advances in Geosciences
- Advances in Radio Science
- Advances in Science and Research
- Advances in Statistical Climatology, Meteorology and Oceanography
- Annales Geophysicae
- Archives Animal Breeding
- ASTRA Proceedings
- Atmospheric Chemistry and Physics und Atmospheric Chemistry and Physics Discussions
- Atmospheric Measurement Techniques und Atmospheric Measurement Techniques Discussions
- Biogeosciences
- Climate of the Past
- Drinking Water Engineering and Sciences und Drinking Water Engineering and Science Discussions
- Earth Surface Dynamics und Earth Surface Dynamics Discussions
- Earth System Dynamics und Earth System Dynamics Discussions
- Earth System Science Data und Earth System Science Data Discussions
- Fossil Record
- Geochronology
- Geoscience Communication
- Geographica Helvetica
- Geoscientific Instrumentation, Methods and Data Systems und Geoscientific Instrumentation, Methods and Data Systems Discussions
- Geoscientific Model Development und Geoscientific Model Development Discussions
- Geothermal Energy Science
- History of Geo- and Space Sciences
- Hydrology and Earth System Sciences und Hydrology and Earth System Sciences Discussions
- Journal of Sensors and Sensor Systems
- Mechanical Sciences
- Natural Hazards and Earth System Sciences und Natural Hazards and Earth System Sciences Discussions
- Nonlinear Processes in Geophysics und Nonlinear Processes in Geophysics Discussions
- Ocean Science und Ocean Science Discussions
- Primate Biology
- Proceedings of the International Association of Hydrological Sciences
- Scientific Drilling
- SOIL und SOIL Discussions
- Solid Earth
- Stephan Mueller Special Publication Series
- The Cryosphere und The Cryosphere Discussions
- Weather and Climate Dynamics
- Web Ecology
- Wind Energy Science